# 尖吻青眼魚
尖吻青眼魚（学名：Chlorophthalmus borealis），又名北青眼魚、奇士魚，为輻鰭魚綱仙女魚目青眼魚科青眼魚屬下的一个种，為深海底棲性魚類，深度50-1000公尺，分布於全球熱帶至温帶海域，本魚體側扁，頭小、眼大，眼直徑大於吻長度，體色黃色，體兩側具不規則斑點的棕色，鰓蓋為銀黑色，肛門和鰓腔黑色，尾鰭基布和鰭條黑色，背鰭軟條10-11枚;臀鰭軟條8-10枚，體長可達40公分，棲息在泥底質的大陸棚及大陸坡海域，成群活動，以小型無脊椎動物為食，一般可做成魚粉。

## 扩展阅读
- 維基物種上的相關：北青眼魚